# Tacrolimo

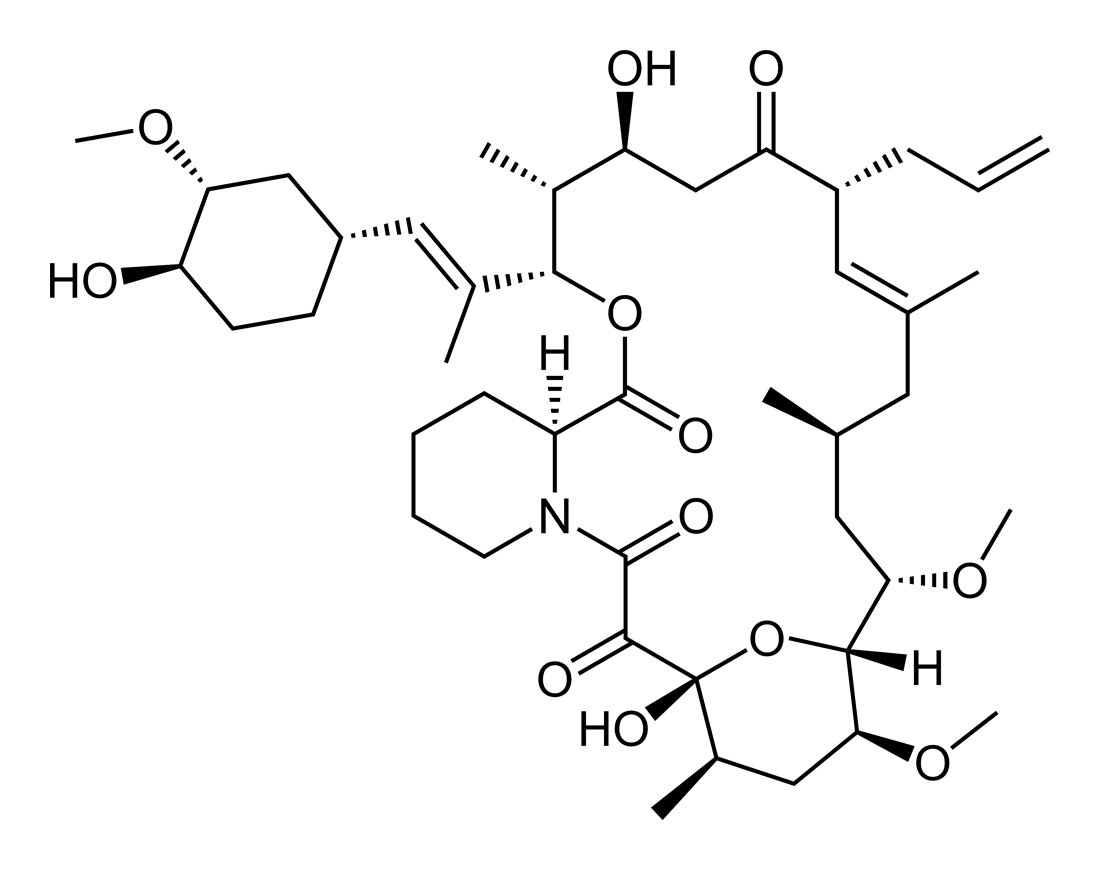
É um macrólido com um anel de lactona de 23 membros. Fórmula química: C44H69NO12. E peso molecular 804.018 g/mol.

Tacrolimo (também conhecido como FK-506 ou fujimicina) é um fármaco imunossupressor da classe dos inibidores de calcineurina, usado principalmente após transplante de órgão para reduzir a atividade do sistema imune e, assim, reduzir o risco de rejeição. Atua reduzindo a atividade de linfócitos T e a interleucina 2 (IL-2).

## Usos
É usado especialmente para evitar a rejeição de órgãos transplantados, mas também pode ser usado na preparação da pele para o tratamento de dermatite atópica, uveíte e vitiligo com 4 anos ou mais.
Embora o efeito imunossupressor e sobrevivência de curto prazo foi demonstrado ser semelhante a da ciclosporina, os resultados com tacrolimo tiveram um perfil lipídico mais favorável, e isso tem importantes implicações a longo prazo sobre o prognóstico, dada a influência a longo prazo sobre a rejeição e sobrevida do enxerto.

## Farmacocinética
Quando administrado oralmente, seu metabolismo é hepático (CYP3A4) com meia-vida de 11,3 h, em média (gama 3,5-40,6 h) e sua excreção é na maioria fecal. Sua biodisponibilidade é de 20%, sendo menor depois de comidas gordurosas.

## Efeitos adversos
Seus efeito adverso mais comuns incluem sensação de queimação na pele, prurido, dermatite, vermelhidão e sintomas de gripe como náusea e dor de cabeça.
O uso de tacrolimus tópico deve ser evitado em caso de suspeita de lesões malignas, nem deve ser associado a bandagens oclusivas. Como é um imunosupressor, diminui a resposta do organismo a infecções e neoplasias.

### Contraindicações
É contraindicada em caso de gravidez, lactância, infecções, neoplasias, problemas hepáticos. Recomenda-se evitar a luz solar direta e o consumo de toranja (grapefruit) após seu uso.

## História
Foi descoberto por uma equipe japonesa em 1984 a partir do caldo de fermentação de uma amostra de solo contendo a bactéria Streptomyces tsukubaensis japonesa. Foi aprovado pela FDA para uso humano em 1994.